# Nagy-Britannia a 2004. évi nyári olimpiai játékokon
Nagy-Britannia és Észak-Írország a görögországi Athénban megrendezett 2004. évi nyári olimpiai játékok egyik részt vevő nemzete volt. Az országot az olimpián 24 sportágban 264 sportoló képviselte, akik összesen 30 érmet szereztek.

## Érmesek
| Érem  | Versenyző                                                                       | Sportág      | Versenyszám                    |
| ----- | ------------------------------------------------------------------------------- | ------------ | ------------------------------ |
| Arany | Kelly Holmes                                                                    | Atlétika     | Női 800 m                      |
| Arany | Kelly Holmes                                                                    | Atlétika     | Női 1500 m                     |
| Arany | Jason Gardener Darren Campbell Marlon Devonish Mark Lewis-Francis               | Atlétika     | Férfi 4 × 100 m váltó          |
| Arany | Steve Williams James Cracknell Ed Coode Matthew Pinsent                         | Evezés       | Férfi kormányos nélküli négyes |
| Arany | Bradley Wiggins                                                                 | Kerékpározás | Férfi egyéni üldözőverseny     |
| Arany | Chris Hoy                                                                       | Kerékpározás | Férfi egyéni időfutam          |
| Arany | Leslie Law                                                                      | Lovaglás     | Lovastusa, egyéni              |
| Arany | Ben Ainslie                                                                     | Vitorlázás   | Férfi finn dingi               |
| Arany | Shirley Robertson Sarah Webb Sarah Ayton                                        | Vitorlázás   | Női yngling                    |
| Ezüst | Katherine Grainger Cath Bishop                                                  | Evezés       | Női kormányos nélküli kettes   |
| Ezüst | Alison Mowbray Debbie Flood Frances Houghton Rebecca Romero                     | Evezés       | Női négypárevezős              |
| Ezüst | Campbell Walsh                                                                  | Kajak-kenu   | Kajak egyes szlalom            |
| Ezüst | Steve Cummings Rob Hayles Paul Manning Bradley Wiggins Chris Newton Bryan Steel | Kerékpározás | Férfi csapat üldözőverseny     |
| Ezüst | Jeanette Brakewell William Fox-Pitt Pippa Funnell Leslie Law Mary Thomson-King  | Lovaglás     | Lovastusa, csapat              |
| Ezüst | Leon Taylor Peter Waterfield                                                    | Műugrás      | Férfi szinkron toronyugrás     |
| Ezüst | Amir Khan                                                                       | Ökölvívás    | Könnyűsúly                     |
| Ezüst | Nathan Robertson Gail Emms                                                      | Tollaslabda  | Vegyes páros                   |
| Ezüst | Nick Rogers Joe Glanfield                                                       | Vitorlázás   | Férfi 470-es osztály           |
| Bronz | Kelly Sotherton                                                                 | Atlétika     | Női hétpróba                   |
| Bronz | Sarah Winckless Elise Laverick                                                  | Evezés       | Női kétpárevezős               |
| Bronz | Alison Williamson                                                               | Íjászat      | Női egyéni                     |
| Bronz | Ian Wynne                                                                       | Kajak-kenu   | Férfi kajak egyes 500 m        |
| Bronz | Helen Reeves                                                                    | Kajak-kenu   | Női szlalom kajak egyes        |
| Bronz | Rob Hayles Bradley Wiggins                                                      | Kerékpározás | Férfi madison                  |
| Bronz | Pippa Funnell                                                                   | Lovaglás     | Lovastusa, egyéni              |
| Bronz | Georgina Harland                                                                | Öttusa       | Női egyéni                     |
| Bronz | David Davies                                                                    | Úszás        | Férfi 1500 m gyors             |
| Bronz | Steve Parry                                                                     | Úszás        | Férfi 200 m pillangó           |
| Bronz | Nick Dempsey                                                                    | Vitorlázás   | Férfi szörfvitorlázás          |
| Bronz | Chris Draper Simon Hiscocks                                                     | Vitorlázás   | Könnyű 49-es dingi             |

## Atlétika
Férfi
| Versenyző                                                         | Versenyszám     | Előfutam      | Előfutam      | Előfutam      | Negyeddöntő | Negyeddöntő | Negyeddöntő | Elődöntő | Elődöntő | Elődöntő | Döntő   | Döntő    |
| Versenyző                                                         | Versenyszám     | Idő           | Hely.         | Össz.         | Idő         | Hely.       | Össz.       | Idő      | Hely.    | Össz.    | Idő     | Helyezés |
| ----------------------------------------------------------------- | --------------- | ------------- | ------------- | ------------- | ----------- | ----------- | ----------- | -------- | -------- | -------- | ------- | -------- |
| Mark Lewis-Francis                                                | 100 m           | 10,13         | 1.            | 8.            | 10,12       | 2.          | 9.**        | 10,28    | 5.       | 11.**    | kiesett | kiesett  |
| Jason Gardener                                                    | 100 m           | 10,15         | 2.            | 9.**          | 10,15       | 2.          | 12.**       | 10,12    | 5.       | 8.       | kiesett | kiesett  |
| Darren Campbell                                                   | 100 m           | 10,35         | 4.            | 36.*          | kiesett     | kiesett     | kiesett     | kiesett  | kiesett  | kiesett  | kiesett | kiesett  |
| Darren Campbell                                                   | 200 m           | 20,72         | 4.            | 25.**         | 20,59       | 4.          | 16.         | 20,89    | 8.       | 15.*     | kiesett | kiesett  |
| Chris Lambert                                                     | 200 m           | nem ért célba | nem ért célba | nem ért célba | kiesett     | kiesett     | kiesett     | kiesett  | kiesett  | kiesett  | kiesett | kiesett  |
| Christian Malcolm                                                 | 200 m           | 20,62         | 2.            | 16.           | 20,56       | 5.          | 15.         | 20,77    | 7.       | 12.      | kiesett | kiesett  |
| Tim Benjamin                                                      | 400 m           | 45,69         | 3.            | 20.           |             |             |             | 46,28    | 8.       | 22.      | kiesett | kiesett  |
| Daniel Caines                                                     | 400 m           | 46,15         | 4.            | 30.           |             |             |             | kiesett  | kiesett  | kiesett  | kiesett | kiesett  |
| Malachi Davis                                                     | 400 m           | 46,28         | 5.            | 35.           |             |             |             | kiesett  | kiesett  | kiesett  | kiesett | kiesett  |
| Ricky Soos                                                        | 800 m           | 1:45,70       | 2.            | 9.            |             |             |             | 1:46,74  | 6.       | 16.      | kiesett | kiesett  |
| Mike East                                                         | 1500 m          | 3:37,37       | 1.            | 1.            |             |             |             | 3:36,46  | 6.       | 6.       | 3:36,33 | 6.       |
| John Mayock                                                       | 5000 m          | 13:26,81      | 10.           | 17.           |             |             |             |          |          |          | kiesett | kiesett  |
| Rob Newton                                                        | 110 m gát       | 13,85         | 7.            | 42.           | kiesett     | kiesett     | kiesett     | kiesett  | kiesett  | kiesett  | kiesett | kiesett  |
| Andy Turner                                                       | 110 m gát       | 13,75         | 7.            | 36.           | kiesett     | kiesett     | kiesett     | kiesett  | kiesett  | kiesett  | kiesett | kiesett  |
| Matt Douglas                                                      | 400 m gát       | 49,77         | 6.            | 27.           |             |             |             | kiesett  | kiesett  | kiesett  | kiesett | kiesett  |
| Chris Rawlinson                                                   | 400 m gát       | 48,94         | 3.            | 14.           |             |             |             | 50,89    | 8.       | 24.      | kiesett | kiesett  |
| Justin Chaston                                                    | 3000 m akadály  | 8:28,35       | 5.            | 22.           |             |             |             |          |          |          | kiesett | kiesett  |
| Jon Brown                                                         | Maraton         |               |               |               |             |             |             |          |          |          | 2:12:26 | 4.       |
| Matt O'Dowd                                                       | Maraton         |               |               |               |             |             |             |          |          |          | 2:22:37 | 50.      |
| Dan Robinson                                                      | Maraton         |               |               |               |             |             |             |          |          |          | 2:17:53 | 23.      |
| Jason Gardener Darren Campbell Marlon Devonish Mark Lewis-Francis | 4 × 100 m váltó | 38,53         | 2.            | 5.**          |             |             |             |          |          |          | 38,07   |          |
| Tim Benjamin Sean Baldock Malachi Davis Matt Elias                | 4 × 400 m váltó | 3:02,40       | 1.            | 4.            |             |             |             |          |          |          | 3:01,07 | 5.       |

| Versenyző       | Versenyszám   | Selejtező | Selejtező | Döntő                 | Döntő                 |
| Versenyző       | Versenyszám   | Eredmény  | Helyezés  | Eredmény              | Helyezés              |
| --------------- | ------------- | --------- | --------- | --------------------- | --------------------- |
| Nick Buckfield  | Rúdugrás      | 560 cm    | 21.       | kiesett               | kiesett               |
| Chris Tomlinson | Távolugrás    | 823 cm    | 3.        | 825 cm                | 5.                    |
| Nathan Douglas  | Hármasugrás   | 16,84 m   | 13.       | kiesett               | kiesett               |
| Phillips Idowu  | Hármasugrás   | 17,33 m   | 4.        | érvényes ugrás nélkül | érvényes ugrás nélkül |
| Emeka Udechuku  | Diszkoszvetés | 58,41 m   | 24.       | kiesett               | kiesett               |
| Steve Backley   | Gerelyhajítás | 80,68 m   | 12.       | 84,13 m               | 4.                    |
| Nick Nieland    | Gerelyhajítás | 72,79 m   | 28.       | kiesett               | kiesett               |

| Versenyző  | Versenyszám | 100 m | 100 m | Távolugrás | Távolugrás | Súlylökés | Súlylökés | Magasugrás | Magasugrás | 400 m | 400 m | 110 m gát | 110 m gát | Diszkoszvetés | Diszkoszvetés | Rúdugrás | Rúdugrás | Gerelyhajítás | Gerelyhajítás | 1500 m  | 1500 m | Végeredmény | Végeredmény |
| Versenyző  | Versenyszám | Idő   | Pont  | Eredmény   | Pont       | Eredmény  | Pont      | Eredmény   | Pont       | Idő   | Pont  | Idő       | Pont      | Eredmény      | Pont          | Eredmény | Pont     | Eredmény      | Pont          | Idő     | Pont   | Pont        | Helyezés    |
| ---------- | ----------- | ----- | ----- | ---------- | ---------- | --------- | --------- | ---------- | ---------- | ----- | ----- | --------- | --------- | ------------- | ------------- | -------- | -------- | ------------- | ------------- | ------- | ------ | ----------- | ----------- |
| Dean Macey | Tízpróba    | 10,89 | 885   | 747 cm     | 927        | 15,73 m   | 835       | 215 cm     | 944        | 48,97 | 863   | 14,56     | 903       | 48,34 m       | 836           | 440 cm   | 731      | 58,46 m       | 715           | 4:25,42 | 775    | 8414        | 4.          |

Női
| Versenyző                                                                       | Versenyszám     | Előfutam | Előfutam | Előfutam | Negyeddöntő | Negyeddöntő | Negyeddöntő | Elődöntő | Elődöntő | Elődöntő | Döntő         | Döntő         |
| Versenyző                                                                       | Versenyszám     | Idő      | Hely.    | Össz.    | Idő         | Hely.       | Össz.       | Idő      | Hely.    | Össz.    | Idő           | Helyezés      |
| ------------------------------------------------------------------------------- | --------------- | -------- | -------- | -------- | ----------- | ----------- | ----------- | -------- | -------- | -------- | ------------- | ------------- |
| Abi Oyepitan                                                                    | 100 m           | 11,23    | 2.       | 11.*     | 11,28       | 3.          | 5.          | 11,18    | 5.       | 8.*      | kiesett       | kiesett       |
| Abi Oyepitan                                                                    | 200 m           | 22,50    | 2.       | 3.       | 22,79       | 2.          | 7.          | 22,56    | 2.       | 6.       | 22,87         | 7.*           |
| Joice Maduaka                                                                   | 200 m           | 23,15    | 4.       | 27.      | 23,30       | 5.          | 23.         | kiesett  | kiesett  | kiesett  | kiesett       | kiesett       |
| Donna Fraser                                                                    | 400 m           | 51,19    | 2.       | 11.*     |             |             |             | 51,94    | 7.       | 20.      | kiesett       | kiesett       |
| Lee McConnell                                                                   | 400 m           | 51,19    | 2.       | 11.*     |             |             |             | 52,63    | 8.       | 23.      | kiesett       | kiesett       |
| Christine Ohuruogu                                                              | 400 m           | 50,50    | 3.       | 3.       |             |             |             | 51,00    | 4.       | 10.      | kiesett       | kiesett       |
| Joanne Fenn                                                                     | 800 m           | 2:03,72  | 3.       | 25.      |             |             |             | 2:00,60  | 5.       | 15.      | kiesett       | kiesett       |
| Kelly Holmes                                                                    | 800 m           | 2:00,81  | 1.       | 6.*      |             |             |             | 1:57,98  | 1.       | 1.*      | 1:56,38       |               |
| Kelly Holmes                                                                    | 1500 m          | 4:05,58  | 2.       | 2.       |             |             |             | 4:04,77  | 2.       | 2.       | 3:57,90       |               |
| Hayley Tullett                                                                  | 1500 m          | 4:07,27  | 7.       | 23.      |             |             |             | 4:08,92  | 11.      | 20.      | kiesett       | kiesett       |
| Joanne Pavey                                                                    | 1500 m          | 4:12,50  | 13.      | 35.      |             |             |             | kiesett  | kiesett  | kiesett  | kiesett       | kiesett       |
| Joanne Pavey                                                                    | 5000 m          | 14:55,45 | 3.       | 3.       |             |             |             |          |          |          | 14:57,87      | 5.            |
| Kathy Butler                                                                    | 10 000 m        |          |          |          |             |             |             |          |          |          | 31:41,13      | 12.           |
| Paula Radcliffe                                                                 | 10 000 m        |          |          |          |             |             |             |          |          |          | nem ért célba | nem ért célba |
| Paula Radcliffe                                                                 | Maraton         |          |          |          |             |             |             |          |          |          | nem ért célba | nem ért célba |
| Tracey Morris                                                                   | Maraton         |          |          |          |             |             |             |          |          |          | 2:41:00       | 29.           |
| Liz Yelling                                                                     | Maraton         |          |          |          |             |             |             |          |          |          | 2:40:13       | 25.           |
| Sarah Claxton                                                                   | 100 m gát       | 13,14    | 6.       | 22.*     |             |             |             | kiesett  | kiesett  | kiesett  | kiesett       | kiesett       |
| Donna Fraser Catherine Murphy Christine Ohuruogu Lee McConnell Helen Karagounis | 4 × 400 m váltó | 3:26,99  | 4.       | 7.       |             |             |             |          |          |          | 3:25,12       | 4.            |

| Versenyző      | Versenyszám   | Selejtező | Selejtező | Döntő    | Döntő    |
| Versenyző      | Versenyszám   | Eredmény  | Helyezés  | Eredmény | Helyezés |
| -------------- | ------------- | --------- | --------- | -------- | -------- |
| Jade Johnson   | Távolugrás    | 671 cm    | 6.        | 680 cm   | 6.       |
| Shelley Newman | Diszkoszvetés | 56,04 m   | 33.       | kiesett  | kiesett  |
| Philippa Roles | Diszkoszvetés | 58,83 m   | 18.       | kiesett  | kiesett  |
| Lorraine Shaw  | Kalapácsvetés | 64,79 m   | 30.       | kiesett  | kiesett  |
| Shirley Webb   | Kalapácsvetés | 61,60 m   | 41.       | kiesett  | kiesett  |
| Goldie Sayers  | Gerelyhajítás | 59,11 m   | 20.       | kiesett  | kiesett  |

| Versenyző       | Versenyszám | 100 m gát | 100 m gát | Magasugrás | Magasugrás | Súlylökés | Súlylökés | 200 m | 200 m | Távolugrás | Távolugrás | Gerelyhajítás    | Gerelyhajítás    | 800 m            | 800 m            | Végeredmény   | Végeredmény   |
| Versenyző       | Versenyszám | Idő       | Pont      | Eredmény   | Pont       | Eredmény  | Pont      | Idő   | Pont  | Eredmény   | Pont       | Eredmény         | Pont             | Idő              | Pont             | Pont          | Helyezés      |
| --------------- | ----------- | --------- | --------- | ---------- | ---------- | --------- | --------- | ----- | ----- | ---------- | ---------- | ---------------- | ---------------- | ---------------- | ---------------- | ------------- | ------------- |
| Denise Lewis    | Hétpróba    | 13,40     | 1065      | 173 cm     | 891        | 15,33 m   | 883       | 25,42 | 849   | 589 cm     | 816        | nem állt rajthoz | nem állt rajthoz | nem állt rajthoz | nem állt rajthoz | nem ért célba | nem ért célba |
| Kelly Sotherton | Hétpróba    | 13,44     | 1059      | 185 cm     | 1041       | 13,29 m   | 747       | 23,57 | 1022  | 651 cm     | 1010       | 37,19 m          | 613              | 2:12,27          | 932              | 6424          |               |

* - egy másik versenyzővel azonos időt ért el

** - két másik versenyzővel azonos időt ért el

## Birkózás

### Férfi
Szabadfogású
| Versenyző     | Versenyszám | Csoportkör                                                                 | Csoportkör | Negyeddöntő       | Elődöntő          | Bronz- mérkőzés   | Döntő             | Helyezés |
| Versenyző     | Versenyszám | Ellenfél Eredmény                                                          | Hely.      | Ellenfél Eredmény | Ellenfél Eredmény | Ellenfél Eredmény | Ellenfél Eredmény | Helyezés |
| ------------- | ----------- | -------------------------------------------------------------------------- | ---------- | ----------------- | ----------------- | ----------------- | ----------------- | -------- |
| Nate Ackerman | 74 kg       | C csoport · Gennagyij Lalijev (KAZ) · 0-11 · Arajik Gevorgjan (ARM) · 0-11 | 3.         | kiesett           | kiesett           | kiesett           | kiesett           | 19.      |

## Cselgáncs
Férfi
| Versenyző      | Versenyszám | Selejtező         | 32-es főtábla                     | Nyolcaddöntő                        | Negyeddöntő                       | Elődöntő                          | Vigaszág első kör | Vigaszág negyeddöntő | Vigaszág elődöntő | Bronz- mérkőzés                 | Döntő             | Helyezés    |
| Versenyző      | Versenyszám | Ellenfél Eredmény | Ellenfél Eredmény                 | Ellenfél Eredmény                   | Ellenfél Eredmény                 | Ellenfél Eredmény                 | Ellenfél Eredmény | Ellenfél Eredmény    | Ellenfél Eredmény | Ellenfél Eredmény               | Ellenfél Eredmény | Helyezés    |
| -------------- | ----------- | ----------------- | --------------------------------- | ----------------------------------- | --------------------------------- | --------------------------------- | ----------------- | -------------------- | ----------------- | ------------------------------- | ----------------- | ----------- |
| Craig Fallon   | Légsúly     |                   | Scott Fernandis (AUS) · 1000-0000 | Reváz Zintirídisz (GRE) · 0110-1010 | kiesett                           | kiesett                           |                   |                      |                   |                                 |                   | helyezetlen |
| Winston Gordon | Középsúly   |                   | Daniel Kelly (AUS) · 1100-0000    | José Geraldino (DOM) · 1000-0001    | Carlos Honorato (BRA) · 0012-0010 | Zurab Zviadauri (GEO) · 0020-1000 |                   |                      |                   | Mark Huizinga (NED) · 0000-1001 |                   | 5.          |

Női
| Versenyző          | Versenyszám  | Selejtező                           | Nyolcaddöntő                        | Negyeddöntő                               | Elődöntő          | Vigaszág első kör                  | Vigaszág negyeddöntő               | Vigaszág elődöntő             | Bronz- mérkőzés   | Döntő             | Helyezés    |
| Versenyző          | Versenyszám  | Ellenfél Eredmény                   | Ellenfél Eredmény                   | Ellenfél Eredmény                         | Ellenfél Eredmény | Ellenfél Eredmény                  | Ellenfél Eredmény                  | Ellenfél Eredmény             | Ellenfél Eredmény | Ellenfél Eredmény | Helyezés    |
| ------------------ | ------------ | ----------------------------------- | ----------------------------------- | ----------------------------------------- | ----------------- | ---------------------------------- | ---------------------------------- | ----------------------------- | ----------------- | ----------------- | ----------- |
| Georgina Singleton | Harmatsúly   | Fabiane Hukuda (BRA) · 1001-0000    | Flor Velázquez (VEN) · 0010-0000    | Jokoszava Juki (JPN) · 0000-1001          |                   |                                    | I Szangszim (PRK) · 0011-0010      | Ilse Heylen (BEL) · 0000-0011 | kiesett           |                   | 7.          |
| Sophie Cox         | Könnyűsúly   | Elina Nasaudrodro (FIJ) · 1010-0000 | Joiliéta Bukuvála (GRE) · 0001-0000 | Kje Szunhi (PRK) · 0010-1010              |                   |                                    | Natalja Juhareva (RUS) · 0000-1000 | kiesett                       | kiesett           |                   | helyezetlen |
| Sarah Clark        | Váltósúly    |                                     | Claudia Heill (AUT) · 0001-1001     |                                           |                   | Ronda Rousey (USA) · 0001-1000     | kiesett                            | kiesett                       | kiesett           |                   | helyezetlen |
| Kate Howey         | Középsúly    | Nasiba Surkiýewa (TKM) · 1011-0001  | Catherine Roberge (CAN) · 0001-0010 | kiesett                                   | kiesett           |                                    |                                    |                               |                   |                   | helyezetlen |
| Rachel Wilding     | Félnehézsúly |                                     | Esther San Miguel (ESP) · 1011-0011 | Anasztaszija Matroszova (UKR) · 0000-1000 |                   |                                    | I Szojon (KOR) · 0000-0001         | kiesett                       | kiesett           |                   | helyezetlen |
| Karina Bryant      | Nehézsúly    | Daima Beltrán (CUB) · 0010-0030     |                                     |                                           |                   | Tatiana Bvegadzi (CGO) · 1003-0000 | Giovanna Blanco (VEN) · 0020-0111  | kiesett                       | kiesett           |                   | helyezetlen |

## Evezés
Férfi
| Versenyző | Versenyszám                          | Előfutam | Előfutam | Vigaszág | Vigaszág | Elődöntő | Elődöntő | Elődöntő | Döntő   | Döntő   | Döntő   | Helyezés |
| Versenyző | Versenyszám                          | Idő      | Hely.    | Idő      | Hely.    | Típus    | Idő      | Hely.    | Típus   | Idő     | Hely.   | Helyezés |
| --- | ------------------------------------ | -------- | -------- | -------- | -------- | -------- | -------- | -------- | ------- | ------- | ------- | -------- |
| Ian Lawson | Egypárevezős                         | 7:24,01  | 2.       | 6:56,55  | 1.       | A/B/C    | 6:57,55  | 3.       | B       | 6:57,63 | 4.      | 10.      |
| Matt Wells Matt Langridge | Kétpárevezős                         | 6:48,13  | 2.       |          |          | A/B      | 6:13,71  | 4.       | B       | 6:14,40 | 1.      | 8.       |
| Toby Garbett Rick Dunn | Kormányos nélküli kettes             | 6:58,95  | 3.       |          |          | A/B      | 6:25,06  | 4.       | B       | 6:22,04 | 1.      | 7.       |
| Simon Cottle Alan Campbell Peter Gardner Peter Wells | Négypárevezős                        | 5:54,69  | 4.       | 5:58,65  | 3.       | A/B      | 5:48,52  | 6.       | B       | 6:07,87 | 6.      | 12.      |
| Steve Williams James Cracknell Ed Coode Matthew Pinsent                                                                                                   | Kormányos nélküli négyes             | 6:20,85  | 1.       |          |          | A/B      | 5:50,44  | 1.       | A       | 6:06,98 | 1.      |          |
| Mike Hennessy Tim Male Nick English Mark Hunter | Könnyűsúlyú kormányos nélküli négyes | 6:05,57  | 4.       | 5:58,80  | 4.       | kiesett  | kiesett  | kiesett  | kiesett | kiesett | kiesett | 13.      |
| Jonno Devlin Dan Ouseley Josh West Andrew Triggs Hodge Tom Stallard Phil Simmons Robin Bourne-Taylor Tom James Kieran West* Christian Cormack (kormányos) | Nyolcas                              | 5:32,26  | 4.       | 5:34,37  | 3.       |          |          |          | B       | 5:55,77 | 3.      | 9.       |

Női
| Versenyző                                                   | Versenyszám              | Előfutam | Előfutam | Vigaszág | Vigaszág | Elődöntő | Elődöntő | Elődöntő | Döntő | Döntő   | Döntő | Helyezés |
| Versenyző                                                   | Versenyszám              | Idő      | Hely.    | Idő      | Hely.    | Típus    | Idő      | Hely.    | Típus | Idő     | Hely. | Helyezés |
| ----------------------------------------------------------- | ------------------------ | -------- | -------- | -------- | -------- | -------- | -------- | -------- | ----- | ------- | ----- | -------- |
| Sarah Winckless Elise Laverick                              | Kétpárevezős             | 7:29,75  | 2.       | 6:55,44  | 1.       |          |          |          | A     | 7:07,58 | 3.    |          |
| Katherine Grainger Cath Bishop                              | Kormányos nélküli kettes | 7:34,66  | 2.       | 7:06,75  | 1.       |          |          |          | A     | 7:08,66 | 2.    |          |
| Helen Casey Tracy Langlands                                 | Könnyűsúlyú kétpárevezős | 6:59,19  | 4.       | 6:59,63  | 2.       | A/B      | 6:59,23  | 5.       | B     | 7:29,12 | 3.    | 9.       |
| Alison Mowbray Debbie Flood Frances Houghton Rebecca Romero | Négypárevezős            | 6:15,60  | 1.       |          |          |          |          |          | A     | 6:31,26 | 2.    |          |

* - Tom James cseréje az előfutamban

## Gyeplabda

### Férfi
| #               | Név                 |         |         |         |         |         |         |         |
| Kapusok         | Kapusok             | Kapusok | Kapusok | Kapusok | Kapusok | Kapusok | Kapusok | Kapusok |
| --------------- | ------------------- | ------- | ------- | ------- | ------- | ------- | ------- | ------- |
| 1               | Simon Mason         |         |         |         |         |         |         |         |
| 2               | Jimi Lewis          |         |         |         |         |         |         |         |
| Mezőnyjátékosok |                     |         |         |         |         |         |         |         |
| 5               | Rob Moore           |         |         |         |         |         |         |         |
| 6               | Craig Parnham       |         |         |         |         |         |         |         |
| 7               | Niall Stott         |         |         |         |         |         |         |         |
| 8               | Tom Bertram         |         |         |         |         |         |         |         |
| 9               | Mark Pearn          |         |         |         |         |         |         |         |
| 10              | Jimmy Wallis        |         |         |         |         |         |         |         |
| 11              | Brett Garrard (CSK) |         |         |         |         |         |         |         |
| 12              | Ben Hawes           |         |         |         |         |         |         |         |
| 13              | Danny Hall          |         |         |         |         |         |         |         |
| 14              | Mike Johnson        |         |         |         |         |         |         |         |
| 17              | Guy Fordham         |         |         |         |         |         |         |         |
| 18              | Barry Middleton     |         |         |         |         |         |         |         |
| 19              | Graham Dunlop       |         |         |         |         |         |         |         |
| 22              | Graham Moodie       |         |         |         |         |         |         |         |
| Tartalékok      |                     |         |         |         |         |         |         |         |
| Vezetőedző      |                     |         |         |         |         |         |         |         |
|                 | Jason Lee           |         |         |         |         |         |         |         |

#### Eredmények
Csoportkör
A csoport
| Csapat               | M | Gy | D | V | G+ | G– | Gk  | P  |
| -------------------- | - | -- | - | - | -- | -- | --- | -- |
| Spanyolország (ESP)  | 5 | 3  | 2 | 0 | 14 | 3  | +11 | 11 |
| Németország (GER)    | 5 | 3  | 2 | 0 | 15 | 6  | +9  | 11 |
| Pakisztán (PAK)      | 5 | 3  | 0 | 2 | 19 | 8  | +11 | 9  |
| Dél-Korea (KOR)      | 5 | 2  | 2 | 1 | 17 | 8  | +9  | 8  |
| Nagy-Britannia (GBR) | 5 | 1  | 0 | 4 | 9  | 21 | –12 | 3  |
| Egyiptom (EGY)       | 5 | 0  | 0 | 5 | 2  | 30 | –28 | 0  |

| 2004. augusztus 15. 20:00 | Nagy-Britannia (GBR)                    | 3–1        | Egyiptom (EGY)             | Játékvezetők: Henrik Ehlers (DEN), Satinder Kumar (IND) |
| 2004. augusztus 15. 20:00 | Middleton 18' · Fordham 53' · Hawes 58' | (1–0)      | S. Mohamed 37'             | Játékvezetők: Henrik Ehlers (DEN), Satinder Kumar (IND) |
| 2004. augusztus 15. 20:00 | Pearn 25' Bertram 47'                   | Büntetések | Hagag 26' Amro Ibrahim 67' | Játékvezetők: Henrik Ehlers (DEN), Satinder Kumar (IND) |

| 2004. augusztus 17. 8:30 | Dél-Korea (KOR)                      | 3–2        | Nagy-Britannia (GBR) | Játékvezetők: Pedro Teixeira (POR), John Wright (RSA) |
| 2004. augusztus 17. 8:30 | I Dzsongszon 15', 68' · Jo Ungon 47' | (1–0)      | Hall 45' · Stott 52' | Játékvezetők: Pedro Teixeira (POR), John Wright (RSA) |
| 2004. augusztus 17. 8:30 | Kim Gjongszok 20' Ko Dongszik 69'    | Büntetések |                      | Játékvezetők: Pedro Teixeira (POR), John Wright (RSA) |

| 2004. augusztus 19. 18:30 | Nagy-Britannia (GBR) | 1–5   | Spanyolország (ESP)                        | Játékvezetők: Satinder Kumar (IND), Christian Blasch (GER) |
| 2004. augusztus 19. 18:30 | Middleton 57'        | (0–3) | Amat 7', 38' · Freixa 32', 35' · Ribas 61' | Játékvezetők: Satinder Kumar (IND), Christian Blasch (GER) |

| 2004. augusztus 21. 20:30 | Németország (GER)                               | 4–1        | Nagy-Britannia (GBR)                | Játékvezetők: Jason McCracken (NZL), Sumesh Putra (CAN) |
| 2004. augusztus 21. 20:30 | Zeller 21', 39' · Witthaus 38' · Scharowsky 52' | (1–0)      | Moodie 60'                          | Játékvezetők: Jason McCracken (NZL), Sumesh Putra (CAN) |
| 2004. augusztus 21. 20:30 | Weissenborn 4'                                  | Büntetések | Parnham 30' Stott 37' Middleton 61' | Játékvezetők: Jason McCracken (NZL), Sumesh Putra (CAN) |

| 2004. augusztus 23. 28:00 | Pakisztán (PAK)                                                                   | 8–2        | Nagy-Britannia (GBR) | Játékvezetők: Murray Grime (AUS), Ray O’Connor (IRL) |
| 2004. augusztus 23. 28:00 | Abbas 9', 39' · Ali 35+' · Nadeem 37' · Butt 55', 68' · Abbasi 59' · Muhammad 60' | (2–1)      | Stott 5' · Hall 65'  | Játékvezetők: Murray Grime (AUS), Ray O’Connor (IRL) |
| 2004. augusztus 23. 28:00 | Abbasi 43'                                                                        | Büntetések |                      | Játékvezetők: Murray Grime (AUS), Ray O’Connor (IRL) |

A 9–12. helyért
| 2004. augusztus 25. 11:00 | Nagy-Britannia (GBR)                            | 4–1        | Argentína (ARG)                   | Játékvezetők: Jason McCracken (NZL), Christian Blasch (GER) |
| 2004. augusztus 25. 11:00 | Moore 24' · Bertram 35+' · Hall 38' · Pearn 67' | (2–0)      | Retegui 64'                       | Játékvezetők: Jason McCracken (NZL), Christian Blasch (GER) |
| 2004. augusztus 25. 11:00 | Middleton 3' Stott 47'                          | Büntetések | Rey 31' Zylberberg 34' Orozco 47' | Játékvezetők: Jason McCracken (NZL), Christian Blasch (GER) |

A 9. helyért
| 2004. augusztus 27. 11:30 | Dél-afrikai Köztársaság (RSA)   | 1–1 (h. u.) | Nagy-Britannia (GBR)            | Játékvezetők: David Gentles (AUS), Amarjit Singh (MAS) |
| 2004. augusztus 27. 11:30 | Nicol 45'                       | (0–0, 1–1)  | Fordham 43'                     | Játékvezetők: David Gentles (AUS), Amarjit Singh (MAS) |
| 2004. augusztus 27. 11:30 | Innes 38'                       | Büntetések  | Middleton 26' Moodie 63'        | Játékvezetők: David Gentles (AUS), Amarjit Singh (MAS) |
| 2004. augusztus 27. 11:30 | Büntetőpárbaj:                  |             |                                 | Játékvezetők: David Gentles (AUS), Amarjit Singh (MAS) |
| 2004. augusztus 27. 11:30 | Symons Clark Nicol Denne Fulton | 3–4         | Hawes Moodie Stott Garrard Hall | Játékvezetők: David Gentles (AUS), Amarjit Singh (MAS) |

| Csapat               | Helyezés |
| -------------------- | -------- |
| Nagy-Britannia (GBR) | 9.       |

## Íjászat
Férfi
| Versenyző     | Versenyszám | Selejtező | Selejtező | 64-es főtábla                     | 32-es főtábla                         | Nyolcaddöntő                       | Negyeddöntő                         | Elődöntő                            | Döntő                                             | Helyezés |
| Versenyző     | Versenyszám | Pont      | Kiemelt   | Ellenfél Eredmény                 | Ellenfél Eredmény                     | Ellenfél Eredmény                  | Ellenfél Eredmény                   | Ellenfél Eredmény                   | Ellenfél Eredmény                                 | Helyezés |
| ------------- | ----------- | --------- | --------- | --------------------------------- | ------------------------------------- | ---------------------------------- | ----------------------------------- | ----------------------------------- | ------------------------------------------------- | -------- |
| Larry Godfrey | Egyéni      | 650       | 31.       | Hasan Orbay (TUR) (34.) · 157-155 | Magnus Petersson (SWE) (2.) · 163-162 | Viktor Ruban (UKR) (15.) · 167-162 | Chen Szu-Yuan (TPE) (10.) · 110-108 | Marco Galiazzo (ITA) (3.) · 108-110 | Bronzmérkőzés · Tim Cuddihy (AUS) (12.) · 112-113 | 4.       |

Női
| Versenyző                                    | Versenyszám | Selejtező | Selejtező | 64-es főtábla                       | 32-es főtábla                          | Nyolcaddöntő                                                                 | Negyeddöntő                 | Elődöntő                           | Döntő                                             | Helyezés |
| Versenyző                                    | Versenyszám | Pont      | Kiemelt   | Ellenfél Eredmény                   | Ellenfél Eredmény                      | Ellenfél Eredmény                                                            | Ellenfél Eredmény           | Ellenfél Eredmény                  | Ellenfél Eredmény                                 | Helyezés |
| -------------------------------------------- | ----------- | --------- | --------- | ----------------------------------- | -------------------------------------- | ---------------------------------------------------------------------------- | --------------------------- | ---------------------------------- | ------------------------------------------------- | -------- |
| Naomi Folkard                                | Egyéni      | 638       | 17.       | Olga Pilipova (KAZ) (48.) · 139-128 | Mari Piuva (FIN) (49.) · 156-151       | Pak Szonghjon (KOR) (1.) · 159-171                                           | kiesett                     | kiesett                            | kiesett                                           | 11.      |
| Helen Palmer                                 | Egyéni      | 594       | 61.       | Ho Jing (CHN) (4.) · 130-141        | kiesett                                | kiesett                                                                      | kiesett                     | kiesett                            | kiesett                                           | 56.      |
| Alison Williamson                            | Egyéni      | 637       | 21.       | Janet Dykman (USA) (44.) · 147-121  | Kavaucsi Szajoko (JPN) (53.) · 154-150 | Csang Csüan-csüan (CHN) (5.) · 165-161                                       | Ho Jing (CHN) (4.) · 109-89 | Pak Szonghjon (KOR) (1.) · 100-110 | Bronzmérkőzés · Yuan Shu-Chi (TPE) (6.) · 105-104 |          |
| Naomi Folkard Helen Palmer Alison Williamson | Csapat      | 1869      | 12.       |                                     |                                        | India (IND) · Dola Bonerdzsi · Rína Kumári · Szumangala Sarma (5.) · 228-230 | kiesett                     | kiesett                            | kiesett                                           | 12.      |

## Kajak-kenu

### Síkvízi
Férfi
| Versenyző             | Versenyszám         | Előfutam | Előfutam | Előfutam | Elődöntő | Elődöntő | Elődöntő | Döntő    | Döntő    |
| Versenyző             | Versenyszám         | Idő      | Hely.    | Össz.    | Idő      | Hely.    | Össz.    | Idő      | Helyezés |
| --------------------- | ------------------- | -------- | -------- | -------- | -------- | -------- | -------- | -------- | -------- |
| Ian Wynne             | Kajak egyes 500 m   | 1:37,341 | 1.       | 2.       | 1:38,911 | 1.       | 4.       | 1:38,547 |          |
| Tim Brabants          | Kajak egyes 1000 m  | 3:24,412 | 1.D      | 1.       |          |          |          | 3:30,553 | 5.       |
| Ian Wynne Paul Dowman | Kajak kettes 1000 m | 3:10,819 | 2.D      | 4.       |          |          |          | 3:20,848 | 7.       |

Női
| Versenyző  | Versenyszám       | Előfutam | Előfutam | Előfutam | Elődöntő | Elődöntő | Elődöntő | Döntő    | Döntő    |
| Versenyző  | Versenyszám       | Idő      | Hely.    | Össz.    | Idő      | Hely.    | Össz.    | Idő      | Helyezés |
| ---------- | ----------------- | -------- | -------- | -------- | -------- | -------- | -------- | -------- | -------- |
| Lucy Hardy | Kajak egyes 500 m | 1:54,518 | 4.       | 9.       | 1:56,432 | 3.       | 11.      | 1:53,717 | 7.       |

### Szlalom
Férfi
| Versenyző                | Versenyszám | Selejtező | Selejtező | Selejtező | Selejtező | Selejtező  | Selejtező  | Elődöntő | Elődöntő | Döntő   | Döntő   | Összesítés | Összesítés |
| Versenyző                | Versenyszám | 1. futam  | 1. futam  | 2. futam  | 2. futam  | Összesítés | Összesítés | Elődöntő | Elődöntő | Döntő   | Döntő   | Összesítés | Összesítés |
| Versenyző                | Versenyszám | Pont      | Hely.     | Pont      | Hely.     | Pont       | Hely.      | Pont     | Hely.    | Pont    | Hely.   | Pont       | Helyezés   |
| ------------------------ | ----------- | --------- | --------- | --------- | --------- | ---------- | ---------- | -------- | -------- | ------- | ------- | ---------- | ---------- |
| Campbell Walsh           | Kajak egyes | 91,25     | 1.        | 97,73     | 12.       | 188,98     | 2.         | 93,68    | 1.       | 96,49   | 3.      | 190,17     |            |
| Stuart McIntosh          | Kenu egyes  | 99,87     | 3.        | 102,87    | 7.*       | 202,74     | 5.         | 100,08   | 7.       | 111,11  | 8.      | 211,19     | 8.         |
| Stuart Bowman Nick Smith | Kenu kettes | 102,25    | 2.        | 111,16    | 6.        | 213,41     | 2.         | 114,02   | 9.       | kiesett | kiesett | kiesett    | kiesett    |

Női
| Versenyző    | Versenyszám | Selejtező | Selejtező | Selejtező | Selejtező | Selejtező  | Selejtező  | Elődöntő | Elődöntő | Döntő  | Döntő | Összesítés | Összesítés |
| Versenyző    | Versenyszám | 1. futam  | 1. futam  | 2. futam  | 2. futam  | Összesítés | Összesítés | Elődöntő | Elődöntő | Döntő  | Döntő | Összesítés | Összesítés |
| Versenyző    | Versenyszám | Pont      | Hely.     | Pont      | Hely.     | Pont       | Hely.      | Pont     | Hely.    | Pont   | Hely. | Pont       | Helyezés   |
| ------------ | ----------- | --------- | --------- | --------- | --------- | ---------- | ---------- | -------- | -------- | ------ | ----- | ---------- | ---------- |
| Helen Reeves | Kajak egyes | 110,12    | 5.        | 103,51    | 1.        | 213,63     | 3.         | 108,90   | 5.       | 109,87 | 4.    | 218,77     |            |

* - egy másik versenyzővel azonos eredményt ért el

## Kerékpározás

### Hegyi-kerékpározás
| Versenyző          | Versenyszám        | Idő             | Helyezés |
| ------------------ | ------------------ | --------------- | -------- |
| Oliver Beckingsale | Férfi terepverseny | 2:23:15 (+8:13) | 17.      |
| Liam Killeen       | Férfi terepverseny | 2:18:32 (+3:30) | 5.       |

### Országúti kerékpározás
Férfi
| Versenyző          | Versenyszám   | Idő                   | Helyezés      |
| ------------------ | ------------- | --------------------- | ------------- |
| Roger Hammond      | Mezőnyverseny | 5:41:56 (+0:12)       | 7.            |
| Charly Wegelius    | Mezőnyverseny | nem ért célba         | nem ért célba |
| Julian Winn        | Mezőnyverseny | nem ért célba         | nem ért célba |
| Stuart Dangerfield | Mezőnyverseny | nem ért célba         | nem ért célba |
| Stuart Dangerfield | Időfutam      | 1:03:00,72 (+5:28,98) | 30.           |

Női
| Versenyző      | Versenyszám   | Idő                 | Helyezés      |
| -------------- | ------------- | ------------------- | ------------- |
| Rachel Heal    | Mezőnyverseny | 3:25:42 (+1:18)     | 22.           |
| Sara Symington | Mezőnyverseny | nem ért célba       | nem ért célba |
| Nicole Cooke   | Mezőnyverseny | 3:25:03 (+0:39)     | 5.            |
| Nicole Cooke   | Időfutam      | 33:45,22 (+2:33,69) | 19.           |

### Pálya-kerékpározás
Sprintversenyek
| Versenyző                                         | Versenyszám         | Selejtező | Selejtező | 1. forduló                                                            | Vigaszág                                              | Vigaszág | 2. forduló                      | Vigaszág                                    | Vigaszág | 9–12. helyért                                                                 | 9–12. helyért | Negyeddöntő                     | 5–8. helyért                                                                 | 5–8. helyért | Elődöntő             | Döntő                | Helyezés |
| Versenyző                                         | Versenyszám         | Idő       | Hely.     | Ellenfél Győztes idő                                                  | Ellenfelek Győztes idő                                | Hely.    | Ellenfél Győztes idő            | Ellenfelek Győztes idő                      | Hely.    | Ellenfelek Győztes idő                                                        | Hely.         | Ellenfél Győztes idő            | Ellenfelek Győztes idő                                                       | Hely.        | Ellenfél Győztes idő | Ellenfél Győztes idő | Helyezés |
| ------------------------------------------------- | ------------------- | --------- | --------- | --------------------------------------------------------------------- | ----------------------------------------------------- | -------- | ------------------------------- | ------------------------------------------- | -------- | ----------------------------------------------------------------------------- | ------------- | ------------------------------- | ---------------------------------------------------------------------------- | ------------ | -------------------- | -------------------- | -------- |
| Ross Edgar                                        | Férfi egyéni sprint | 10,381    | 6.        | Barry Forde (BAR) · 10,768                                            |                                                       |          | Damian Zieliński (POL) · 10,848 | Josiah Ng (MAS) · Sean Eadie (AUS) · 10,906 | 1.       |                                                                               |               | Theo Bos (NED) · 11,024, 10,905 | Barry Forde (BAR) · Damian Zieliński (POL) · Mickaël Bourgain (FRA) · 11,214 | 1.           |                      |                      | 5.       |
| Victoria Pendleton                                | Női egyéni sprint   | 11,646    | 10.       | Tamila Abaszova (RUS) · 11,714                                        | Katrin Meinke (GER) · Yvonne Hijgenaar (NED) · 12,132 | 3.       |                                 |                                             |          | Jennie Reed (USA) · Yvonne Hijgenaar (NED) · Evgenija Radanova (BUL) · 12,699 | 1.            |                                 |                                                                              |              |                      |                      | 9.       |
| Chris Hoy Craig MacLean Jamie Staff Jason Queally | Férfi csapatsprint  | 44,693    | 7.        | Németország (GER) · Jens Fiedler · Stefan Nimke · René Wolff · 43,955 |                                                       |          |                                 |                                             |          |                                                                               |               |                                 |                                                                              |              |                      | kiesett              | 5.       |

Üldözőversenyek
| Versenyző                                                                       | Versenyszám                | Selejtező | Selejtező | Elődöntő | Elődöntő      | Elődöntő | Döntő                                                                                    | Döntő     | Döntő    |
| Versenyző                                                                       | Versenyszám                | Idő       | Hely.     | Ellenfél Idő                                                                                                   | Saját idő     | Hely.    | Ellenfél Idő                                                                             | Saját idő | Helyezés |
| ------------------------------------------------------------------------------- | -------------------------- | --------- | --------- | --- | ------------- | -------- | ---------------------------------------------------------------------------------------- | --------- | -------- |
| Rob Hayles                                                                      | Férfi egyéni üldözőverseny | 4:17,930  | 4.        | Volodimir Gyugya (UKR) · 4:22,720                                                                              | 4:19,559      | 1.       | Bronzmérkőzés · Sergi Escobar (ESP) · 4:17,947                                           | 4:22,291  | 4.       |
| Bradley Wiggins                                                                 | Férfi egyéni üldözőverseny | 4:15,165  | 1.        | Fabien Sanchez (FRA) · 4:21,235                                                                                | 4:17,215      | 1.       | Brad McGee (AUS) · 4:20,436                                                              | 4:16,304  |          |
| Emma Davies                                                                     | Női egyéni üldözőverseny   | 3:35,069  | 7.        | Katie Mactier (AUS) · 3:28,095                                                                                 | nem ért célba | 8.       | kiesett                                                                                  | kiesett   | kiesett  |
| Steve Cummings Rob Hayles Paul Manning Bradley Wiggins Chris Newton Bryan Steel | Férfi csapat üldözőverseny | 4:03,985  | 2.        | Franciaország (FRA) · Matthieu Ladagnous · Anthony Langella · Jérôme Neuville · Fabien Sanchez · nem ért célba | 3:59,866      | 1.       | Ausztrália (AUS) · Graeme Brown · Brett Lancaster · Brad McGee · Luke Roberts · 3:58,233 | 4:01,760  |          |

Időfutam
| Név                | Versenyszám           | Idő      | Helyezés |
| ------------------ | --------------------- | -------- | -------- |
| Chris Hoy          | Férfi egyéni időfutam | 1:00,711 |          |
| Craig MacLean      | Férfi egyéni időfutam | 1:02,369 | 7.       |
| Victoria Pendleton | Női egyéni időfutam   | 34,626   | 6.       |

Keirin
| Versenyző   | Versenyszám  | 1. forduló | Vigaszág | 2. forduló | Döntő            | Helyezés    |
| Versenyző   | Versenyszám  | Helyezés   | Helyezés | Helyezés   | Helyezés         | Helyezés    |
| ----------- | ------------ | ---------- | -------- | ---------- | ---------------- | ----------- |
| Ross Edgar  | Férfi keirin | 5.         | 4.       | kiesett    | kiesett          | helyezetlen |
| Jamie Staff | Férfi keirin | 3.         | 1.       | lekörözték | nem állt rajthoz | 12.         |

Pontversenyek
| Versenyző                  | Versenyszám       | Pont          | Helyezés      |
| -------------------------- | ----------------- | ------------- | ------------- |
| Chris Newton               | Férfi pontverseny | nem ért célba | nem ért célba |
| Emma Davies                | Női pontverseny   | 4             | 12.           |
| Rob Hayles Bradley Wiggins | Férfi madison     | 12            |               |

## Lovaglás
Díjlovaglás
| Versenyző                                               | Ló                                                       | Versenyszám | 1. kör | 1. kör | 2. kör  | 2. kör  | 3. kör  | 3. kör  | Végeredmény | Végeredmény |
| Versenyző                                               | Ló                                                       | Versenyszám | Pont   | Hely.  | Pont    | Hely.   | Pont    | Hely.   | Pont        | Helyezés    |
| ------------------------------------------------------- | -------------------------------------------------------- | ----------- | ------ | ------ | ------- | ------- | ------- | ------- | ----------- | ----------- |
| Richard Davison                                         | Ballaseyr Royale                                         | Egyéni      | 68,542 | 21.    | 67,351  | 22.     | kiesett | kiesett | kiesett     | kiesett     |
| Carl Hester                                             | Escapado                                                 | Egyéni      | 70,667 | 12.*   | 72,440  | 8.      | 71,575  | 14.     | 71,561      | 13.         |
| Emma Hindle                                             | Wie Weltmeyer                                            | Egyéni      | 67,500 | 28.    | kiesett | kiesett | kiesett | kiesett | kiesett     | kiesett     |
| Nicola McGivern                                         | Active Walero 18                                         | Egyéni      | 66,458 | 34.    | kiesett | kiesett | kiesett | kiesett | kiesett     | kiesett     |
| Richard Davison Carl Hester Emma Hindle Nicola McGivern | Ballaseyr Royale Escapado Wie Weltmeyer Active Walero 18 | Csapat      |        |        |         |         |         |         | 68,903      | 7.          |

Díjugratás
| Versenyző    | Ló             | Versenyszám | Selejtező | Selejtező | Selejtező | Selejtező | Selejtező | Selejtező | Selejtező | Selejtező | Döntő  | Döntő  | Döntő  | Döntő  | Végeredmény | Végeredmény |
| Versenyző    | Ló             | Versenyszám | 1. kör    | 1. kör    | 2. kör    | 2. kör    | 2. kör    | 3. kör    | 3. kör    | 3. kör    | 1. kör | 1. kör | 2. kör | 2. kör | Végeredmény | Végeredmény |
| Versenyző    | Ló             | Versenyszám | Bünt.     | Hely.     | Bünt.     | Össz.     | Hely.     | Bünt.     | Össz.     | Hely.     | Bünt.  | Hely.  | Bünt.  | Hely.  | Bünt.       | Helyezés    |
| ------------ | -------------- | ----------- | --------- | --------- | --------- | --------- | --------- | --------- | --------- | --------- | ------ | ------ | ------ | ------ | ----------- | ----------- |
| Nick Skelton | Arko III       | Egyéni      | 1         | 11.       | 5         | 6         | 12.       | 0         | 6         | 3.        | 0      | 1.     | 13     | 14.    | 13          | 11.         |
| Robert Smith | Mr Springfield | Egyéni      | 4         | 17.       | 8         | 12        | 27.       | 9         | 21        | 32.       | 8      | 11.    | 4      | 2.     | 12          | 4.          |

Lovastusa
| Versenyző                                                                      | Ló                                                                  | Versenyszám | Díjlovaglás | Díjlovaglás | Tereplovaglás | Tereplovaglás | Tereplovaglás | Díjugratás   | Díjugratás   | Díjugratás   | Díjugratás   | Végeredmény  | Végeredmény  |
| Versenyző                                                                      | Ló                                                                  | Versenyszám | Díjlovaglás | Díjlovaglás | Tereplovaglás | Tereplovaglás | Tereplovaglás | 1. kör       | 1. kör       | 2. kör       | 2. kör       | Végeredmény  | Végeredmény  |
| Versenyző                                                                      | Ló                                                                  | Versenyszám | Bünt.       | Hely.       | Bünt.         | Hely.         | Össz.         | Bünt.        | Hely.        | Bünt.        | Hely.        | Bünt.        | Helyezés     |
| ------------------------------------------------------------------------------ | ------------------------------------------------------------------- | ----------- | ----------- | ----------- | ------------- | ------------- | ------------- | ------------ | ------------ | ------------ | ------------ | ------------ | ------------ |
| Jeanette Brakewell                                                             | Over to You                                                         | Egyéni      | 49,8        | 28.         | 4,0           | 30.*          | 23.           | 4            | 12.          | kiesett      | kiesett      | 57,8         | 27.          |
| William Fox-Pitt                                                               | Tamarillo                                                           | Egyéni      | 38,6        | 6.          | 0,0           | 5.            | 5.            | visszalépett | visszalépett | visszalépett | visszalépett | visszalépett | visszalépett |
| Pippa Funnell                                                                  | Primmore's Pride                                                    | Egyéni      | 31,4        | 2.          | 11,2          | 41.*          | 8.            | 0            | 1.           | 4            | 3.           | 46,6         |              |
| Leslie Law                                                                     | Shear L'Eau                                                         | Egyéni      | 43,2        | 10.         | 1,2           | 18.***        | 11.           | 0            | 1.           | 0            | 1.           | 44,4         |              |
| Mary Thomson-King                                                              | King Solomon III                                                    | Egyéni      | 48,0        | 24.*        | 0,0           | 11.**         | 18.           | 8            | 25.          | 18           | 23.          | 74,0         | 20.          |
| Jeanette Brakewell William Fox-Pitt Pippa Funnell Leslie Law Mary Thomson-King | Over to You Tamarillo Primmore's Pride Shear L'Eau King Solomon III | Csapat      | 113,2       | 1.          | 1,2           | 3.**          | 3.            | 4            | 2.           |              |              | 143,0        |              |

* - egy másik versenyzővel azonos eredményt ért el

** - két másik versenyzővel/csapattal azonos eredményt ért el

*** - négy másik versenyzővel azonos eredményt ért el

## Műugrás
Férfi
| Versenyző                    | Versenyszám          | Selejtező | Selejtező | Elődöntő | Elődöntő | Döntő   | Döntő    |
| Versenyző                    | Versenyszám          | Pont      | Helyezés  | Pont     | Helyezés | Pont    | Helyezés |
| ---------------------------- | -------------------- | --------- | --------- | -------- | -------- | ------- | -------- |
| Tony Ali-Ally                | Egyéni műugrás       | 401,52    | 16.       | 617,13   | 15.      | kiesett | kiesett  |
| Mark Shipman                 | Egyéni műugrás       | 396,90    | 18.       | 599,88   | 18.      | kiesett | kiesett  |
| Leon Taylor                  | Egyéni toronyugrás   | 433,38    | 11.       | 628,47   | 9.       | 663,12  | 6.       |
| Peter Waterfield             | Egyéni toronyugrás   | 474,03    | 4.        | 654,54   | 6.       | 669,24  | 5.       |
| Tony Ali-Ally Mark Shipman   | Szinkron műugrás     |           |           |          |          | 334,98  | 5.       |
| Leon Taylor Peter Waterfield | Szinkron toronyugrás |           |           |          |          | 371,52  |          |

Női
| Versenyző                           | Versenyszám      | Selejtező | Selejtező | Elődöntő | Elődöntő | Döntő   | Döntő    |
| Versenyző                           | Versenyszám      | Pont      | Helyezés  | Pont     | Helyezés | Pont    | Helyezés |
| ----------------------------------- | ---------------- | --------- | --------- | -------- | -------- | ------- | -------- |
| Tracey Richardson                   | Egyéni műugrás   | 209,34    | 28.       | kiesett  | kiesett  | kiesett | kiesett  |
| Jane Smith                          | Egyéni műugrás   | 282,90    | 14.       | 483,75   | 15.      | kiesett | kiesett  |
| Tandi Gerrard-Indergaard Jane Smith | Szinkron műugrás |           |           |          |          | 302,25  | 4.       |

## Ökölvívás
| Versenyző | Versenyszám | Selejtező                      | Nyolcaddöntő                    | Negyeddöntő               | Elődöntő                     | Döntő                        | Helyezés |
| Versenyző | Versenyszám | Ellenfél Eredmény              | Ellenfél Eredmény               | Ellenfél Eredmény         | Ellenfél Eredmény            | Ellenfél Eredmény            | Helyezés |
| --------- | ----------- | ------------------------------ | ------------------------------- | ------------------------- | ---------------------------- | ---------------------------- | -------- |
| Amir Khan | Könnyűsúly  | Máriosz Kaperónisz (GRE) · RSC | Dimitar Stiljanov (BUL) · 37-21 | Pek Csongszop (KOR) · RSC | Szerik Jeleuov (KAZ) · 40-26 | Mario Kindelán (CUB) · 22-30 |          |

RSC - a játékvezető megállította a mérkőzést

## Öttusa
| Versenyző        | Versenyszám | Lövészet | Lövészet | Lövészet | Vívás    | Vívás | Vívás | Úszás   | Úszás | Úszás | Lovaglás | Lovaglás | Lovaglás | Lovaglás | Futás    | Futás | Futás | Összesen    | Összesen |
| Versenyző        | Versenyszám | Pontszám | Pont     | Hely.    | Eredmény | Pont  | Hely. | Idő     | Pont  | Hely. | Idő      | Hibapont | Pont     | Hely.    | Idő      | Pont  | Hely. | Összes pont | Helyezés |
| ---------------- | ----------- | -------- | -------- | -------- | -------- | ----- | ----- | ------- | ----- | ----- | -------- | -------- | -------- | -------- | -------- | ----- | ----- | ----------- | -------- |
| Kate Allenby     | Női         | 169      | 964      | 19.      | 21-10    | 972   | 2.*   | 2:17,41 | 1272  | 5.    | 1:09,17  | 196      | 1004     | 25.      | 11:14,00 | 1024  | 14.   | 5236        | 8.       |
| Georgina Harland | Női         | 156      | 808      | 30.      | 16-15    | 832   | 12.** | 2:14,60 | 1308  | 2.    | 1:11,40  | 56       | 1144     | 6.       | 10:17,31 | 1252  | 1.    | 5344        |          |

* - egy másik versenyzővel azonos eredményt ért el

** - három másik versenyzővel azonos eredményt ért el

## Sportlövészet
Férfi
| Versenyző        | Versenyszám       | Selejtező | Selejtező | Döntő   | Döntő    |
| Versenyző        | Versenyszám       | Pont      | Helyezés  | Pont    | Helyezés |
| ---------------- | ----------------- | --------- | --------- | ------- | -------- |
| Michael Babb     | Sportpuska, fekvő | 595       | 6.***     | 696,8   | 7.       |
| Edward Ling      | Trap              | 113       | 25.*      | kiesett | kiesett  |
| Ian Peel         | Trap              | 116       | 19.*      | kiesett | kiesett  |
| Richard Faulds   | Dupla trap        | 130       | 13.*      | kiesett | kiesett  |
| Richard Brickell | Skeet             | 115       | 34.**     | kiesett | kiesett  |

Női
| Versenyző     | Versenyszám | Selejtező | Selejtező | Döntő   | Döntő    |
| Versenyző     | Versenyszám | Pont      | Helyezés  | Pont    | Helyezés |
| ------------- | ----------- | --------- | --------- | ------- | -------- |
| Sarah Gibbins | Trap        | 58        | 9.**      | kiesett | kiesett  |

* - egy másik versenyzővel azonos eredményt ért el

** - két másik versenyzővel azonos eredményt ért el

*** - három másik versenyzővel azonos eredményt ért el

## Súlyemelés
Férfi
| Versenyző      | Versenyszám | Szakítás                 | Szakítás                 | Lökés    | Lökés    | Összesen | Helyezés |
| Versenyző      | Versenyszám | Eredmény                 | Helyezés                 | Eredmény | Helyezés | Összesen | Helyezés |
| -------------- | ----------- | ------------------------ | ------------------------ | -------- | -------- | -------- | -------- |
| Kamran Panjavi | 62 kg       | érvényes kísérlet nélkül | érvényes kísérlet nélkül | kiesett  | kiesett  | kiesett  | kiesett  |

Női
| Versenyző       | Versenyszám | Szakítás | Szakítás | Lökés    | Lökés    | Összesen | Helyezés |
| Versenyző       | Versenyszám | Eredmény | Helyezés | Eredmény | Helyezés | Összesen | Helyezés |
| --------------- | ----------- | -------- | -------- | -------- | -------- | -------- | -------- |
| Michaela Breeze | 58 kg       | 92,5     | 10.      | 120,0    | 7.*      | 212,5    | 9.       |

* - két másik versenyzővel azonos eredményt ért el

## Taekwondo
Férfi
| Versenyző   | Versenyszám | Nyolcaddöntő                  | Negyeddöntő                  | Elődöntő          | Vigaszág első kör | Vigaszág elődöntő | Bronz- mérkőzés   | Döntő             | Helyezés |
| Versenyző   | Versenyszám | Ellenfél Eredmény             | Ellenfél Eredmény            | Ellenfél Eredmény | Ellenfél Eredmény | Ellenfél Eredmény | Ellenfél Eredmény | Ellenfél Eredmény | Helyezés |
| ----------- | ----------- | ----------------------------- | ---------------------------- | ----------------- | ----------------- | ----------------- | ----------------- | ----------------- | -------- |
| Paul Green  | Légsúly     | Satriyo Rahadhani (INA) · 6-5 | Nguyễn Quốc Huân (VIE) · 2-4 | kiesett           |                   |                   |                   |                   | 9.       |
| Craig Brown | Váltósúly   | Daniel Trenton (AUS) · 6-12   | kiesett                      | kiesett           |                   |                   |                   |                   | 11.      |

Női
| Versenyző        | Versenyszám | Nyolcaddöntő                    | Negyeddöntő       | Elődöntő          | Vigaszág első kör | Vigaszág elődöntő | Bronz- mérkőzés   | Döntő             | Helyezés |
| Versenyző        | Versenyszám | Ellenfél Eredmény               | Ellenfél Eredmény | Ellenfél Eredmény | Ellenfél Eredmény | Ellenfél Eredmény | Ellenfél Eredmény | Ellenfél Eredmény | Helyezés |
| ---------------- | ----------- | ------------------------------- | ----------------- | ----------------- | ----------------- | ----------------- | ----------------- | ----------------- | -------- |
| Sarah Bainbridge | Váltósúly   | Charmie Sobers (NED) · 6-7      | kiesett           | kiesett           |                   |                   |                   |                   | 11.      |
| Sarah Stevenson  | Nehézsúly   | Adriana Carmona (VEN) · 8-8 SUP | kiesett           | kiesett           |                   |                   |                   |                   | 11.      |

SUP - döntő fölény

## Tenisz
Férfi
| Versenyző  | Versenyszám | 64-es főtábla               | 32-es főtábla     | Nyolcaddöntő      | Negyeddöntő       | Elődöntő          | Bronz- mérkőzés   | Döntő             | Helyezés |
| Versenyző  | Versenyszám | Ellenfél Eredmény           | Ellenfél Eredmény | Ellenfél Eredmény | Ellenfél Eredmény | Ellenfél Eredmény | Ellenfél Eredmény | Ellenfél Eredmény | Helyezés |
| ---------- | ----------- | --------------------------- | ----------------- | ----------------- | ----------------- | ----------------- | ----------------- | ----------------- | -------- |
| Tim Henman | Egyes       | Jiří Novák (CZE) · 3-6, 3-6 | kiesett           | kiesett           | kiesett           | kiesett           | kiesett           | kiesett           | 33.      |

## Tollaslabda
| Versenyző                      | Versenyszám  | 32-es főtábla                                                             | Nyolcaddöntő                                                    | Negyeddöntő                                               | Elődöntő                                                  | Bronz- mérkőzés   | Döntő                                                   | Helyezés |
| Versenyző                      | Versenyszám  | Ellenfél Eredmény                                                         | Ellenfél Eredmény                                               | Ellenfél Eredmény                                         | Ellenfél Eredmény                                         | Ellenfél Eredmény | Ellenfél Eredmény                                       | Helyezés |
| ------------------------------ | ------------ | ------------------------------------------------------------------------- | --------------------------------------------------------------- | --------------------------------------------------------- | --------------------------------------------------------- | ----------------- | ------------------------------------------------------- | -------- |
| Richard Vaughan                | Férfi egyes  | Marco Vasconcelos (POR) · 15-5, 15-5                                      | Szon Szungmo (KOR) · 9-15, 4-15                                 | kiesett                                                   | kiesett                                                   | kiesett           | kiesett                                                 | 9.       |
| Tracey Hallam                  | Női egyes    | Juliane Schenk (GER) · 11-7, 6-11, 11-9                                   | Camilla Martin (DEN) · 11-2, 5-11, 13-10                        | Mia Audina (NED) · 0-11, 9-11                             | kiesett                                                   | kiesett           | kiesett                                                 | 5.       |
| Kelly Morgan                   | Női egyes    | Lenny Permana (AUS) · 11-5, 11-3                                          | Csang Ning (CHN) · 6-11, 8-11                                   | kiesett                                                   | kiesett                                                   | kiesett           | kiesett                                                 | 9.       |
| Anthony Clark Nathan Robertson | Férfi páros  | Thaiföld (THA) · Sudket Prapakamol · Patapol Ngernsrisuk · 15-5, 15-9     | Indonézia (INA) · Hian Eng · Flandy Limpele · 7-15, 12-15       | kiesett                                                   | kiesett                                                   | kiesett           | kiesett                                                 | 9.       |
| Ella Tripp Joanne Goode        | Női páros    | Bulgária (BUL) · Petya Nedelcseva · Neli Negyalkova-Boteva · 17-15, 17-14 | Hollandia (NED) · Lotte Bruil · Mia Audina · 7-15, 7-15         | kiesett                                                   | kiesett                                                   | kiesett           | kiesett                                                 | 9.       |
| Gail Emms Donna Kellogg        | Női páros    | Hongkong (HKG) · Koon Louisa · Li Wing Mui · 15-4, 15-3                   | Kína (CHN) · Csao Ting-ting · Vej Ji-li · 15-13, 7-15, 5-15     | kiesett                                                   | kiesett                                                   | kiesett           | kiesett                                                 | 9.       |
| Robert Blair Natalie Munt      | Vegyes páros | Japán (JPN) · Ócuka Tadasi · Jamamoto Sizuka · 13-15, 15-7, 15-13         | Indonézia (INA) · Nova Widianto · Vita Marissa · 8-15, 12-15    | kiesett                                                   | kiesett                                                   | kiesett           | kiesett                                                 | 9.       |
| Nathan Robertson Gail Emms     | Vegyes páros |                                                                           | Németország (GER) · Björn Siegemund · Nicol Pitro · 15-11, 15-4 | Kína (CHN) · Csen Csi-csiu · Csao Ting-ting · 15-8, 17-15 | Dánia (DEN) · Jonas Rasmussen · Rikke Olsen · 15-6, 15-12 |                   | Kína (CHN) · Csang Csün · Kao Ling · 1-15, 15-12, 12-15 |          |

## Torna
Női
| Versenyző                                                                             | Versenyszám      | Selejtező | Selejtező | Döntő    | Döntő    |
| Versenyző                                                                             | Versenyszám      | Pontszám  | Helyezés  | Pontszám | Helyezés |
| ------------------------------------------------------------------------------------- | ---------------- | --------- | --------- | -------- | -------- |
| Cherrelle Fennell                                                                     | Talaj            | 9,012     | 52.       | kiesett  | kiesett  |
| Cherrelle Fennell                                                                     | Ugrás            | 9,225     |           | kiesett  | kiesett  |
| Cherrelle Fennell                                                                     | Felemás korlát   | 9,087     | 56.       | kiesett  | kiesett  |
| Cherrelle Fennell                                                                     | Egyéni összetett | 27,324    | 77.       | kiesett  | kiesett  |
| Vanessa Hobbs                                                                         | Talaj            | 9,087     | 44.       | kiesett  | kiesett  |
| Vanessa Hobbs                                                                         | Ugrás            | 9,237     |           | kiesett  | kiesett  |
| Vanessa Hobbs                                                                         | Felemás korlát   | 8,437     | 73.       | kiesett  | kiesett  |
| Vanessa Hobbs                                                                         | Gerenda          | 8,937     | 42.       | kiesett  | kiesett  |
| Vanessa Hobbs                                                                         | Egyéni összetett | 35,698    | 44.       | kiesett  | kiesett  |
| Katy Lennon                                                                           | Talaj            | 9,125     | 42.       | kiesett  | kiesett  |
| Katy Lennon                                                                           | Ugrás            | 9,118     | 19.       | kiesett  | kiesett  |
| Katy Lennon                                                                           | Felemás korlát   | 8,850     | 65.       | kiesett  | kiesett  |
| Katy Lennon                                                                           | Gerenda          | 9,025     | 35.       | kiesett  | kiesett  |
| Katy Lennon                                                                           | Egyéni összetett | 36,237    | 28.       | 35,374   | 21.      |
| Elizabeth Line                                                                        | Gerenda          | 8,950     | 41.       | kiesett  | kiesett  |
| Elizabeth Line                                                                        | Egyéni összetett | 8,950     | 96.       | kiesett  | kiesett  |
| Beth Tweddle                                                                          | Talaj            | 9,300     | 30.       | kiesett  | kiesett  |
| Beth Tweddle                                                                          | Ugrás            | 9,012     |           | kiesett  | kiesett  |
| Beth Tweddle                                                                          | Felemás korlát   | 9,575     | 13.       | kiesett  | kiesett  |
| Beth Tweddle                                                                          | Gerenda          | 9,025     | 34.       | kiesett  | kiesett  |
| Beth Tweddle                                                                          | Egyéni összetett | 36,912    | 19.       | 35,761   | 19.      |
| Nicola Willis                                                                         | Talaj            | 9,175     | 39.       | kiesett  | kiesett  |
| Nicola Willis                                                                         | Ugrás            | 9,025     |           | kiesett  | kiesett  |
| Nicola Willis                                                                         | Felemás korlát   | 8,937     | 60.       | kiesett  | kiesett  |
| Nicola Willis                                                                         | Gerenda          | 7,625     | 82.       | kiesett  | kiesett  |
| Nicola Willis                                                                         | Egyéni összetett | 34,762    | 53.       | kiesett  | kiesett  |
| Cherrelle Fennell Vanessa Hobbs Katy Lennon Elizabeth Line Beth Tweddle Nicola Willis | Csapat összetett | 145,797   | 11.       | kiesett  | kiesett  |

### Ritmikus gimnasztika
| Versenyző       | Versenyszám | Selejtező | Selejtező | Selejtező | Selejtező | Selejtező | Selejtező | Selejtező | Selejtező | Selejtező | Selejtező | Döntő   | Döntő   | Döntő   | Döntő   | Döntő    | Döntő    | Döntő   | Döntő   | Döntő    | Döntő    | Helyezés |
| Versenyző       | Versenyszám | Karika    | Karika    | Labda     | Labda     | Buzogány  | Buzogány  | Szalag    | Szalag    | Összesen  | Összesen  | Karika  | Karika  | Labda   | Labda   | Buzogány | Buzogány | Szalag  | Szalag  | Összesen | Összesen | Helyezés |
| Versenyző       | Versenyszám | Pont      | Hely.     | Pont      | Hely.     | Pont      | Hely.     | Pont      | Hely.     | Pont      | Hely.     | Pont    | Hely.   | Pont    | Hely.   | Pont     | Hely.    | Pont    | Hely.   | Pont     | Hely.    | Helyezés |
| --------------- | ----------- | --------- | --------- | --------- | --------- | --------- | --------- | --------- | --------- | --------- | --------- | ------- | ------- | ------- | ------- | -------- | -------- | ------- | ------- | -------- | -------- | -------- |
| Hannah McKibbin | Egyéni      | 20,675    | 21.       | 20,800    | 21.       | 19,600    | 20.*      | 21,225    | 19.       | 82,300    | 21.       | kiesett | kiesett | kiesett | kiesett | kiesett  | kiesett  | kiesett | kiesett | kiesett  | kiesett  | 21.      |

* - egy másik versenyzővel azonos eredményt ért el

### Trambulin
| Versenyző      | Versenyszám | Selejtező | Selejtező | Döntő    | Döntő    |
| Versenyző      | Versenyszám | Pontszám  | Helyezés  | Pontszám | Helyezés |
| -------------- | ----------- | --------- | --------- | -------- | -------- |
| Gary Smith     | Férfi       | 67,2      | 7.        | 40,0     | 7.       |
| Kirsten Lawton | Női         | 60,2      | 12.       | kiesett  | kiesett  |

## Triatlon
| Versenyző       | Versenyszám | 1,5 km úszás | 1,5 km úszás | 40 km kerékpározás | 40 km kerékpározás | 10 km futás | 10 km futás | Összesítés | Összesítés |
| Versenyző       | Versenyszám | Idő          | Hely.        | Idő                | Hely.              | Idő         | Hely.       | Idő        | Helyezés   |
| --------------- | ----------- | ------------ | ------------ | ------------------ | ------------------ | ----------- | ----------- | ---------- | ---------- |
| Tim Don         | Férfi       | 18:07        | 13.          | 1:01:22            | 10.                | 34:35       | 32.         | 1:54:42,13 | 18.        |
| Marc Jenkins    | Férfi       | 18:15        | 20.          | 1:08:29            | 44.                | 38:03       | 43.         | 2:05:33,60 | 45.        |
| Andrew Johns    | Férfi       | 18:11        | 15.          | 1:00:33            | 5.                 | 34:51       | 33.         | 1:54:15,87 | 16.        |
| Julie Dibens    | Női         | 19:21        | 12.          | 1:10:48            | 26.                | 40:51       | 37.         | 2:11:46,01 | 30.        |
| Michelle Dillon | Női         | 20:37        | 42.          | 1:09:29            | 6.                 | 35:08       | 3.          | 2:06:00,77 | 6.         |
| Jodie Swallow   | Női         | 18:58        | 8.           | 1:13:45            | 33.                | 41:37       | 41.         | 2:15:06,78 | 34.        |

## Úszás
Férfi
| Versenyző                                                            | Versenyszám            | Előfutam | Előfutam | Előfutam | Elődöntő | Elődöntő | Elődöntő | Döntő    | Döntő    |
| Versenyző                                                            | Versenyszám            | Idő      | Hely.    | Össz.    | Idő      | Hely.    | Össz.    | Idő      | Helyezés |
| -------------------------------------------------------------------- | ---------------------- | -------- | -------- | -------- | -------- | -------- | -------- | -------- | -------- |
| Matthew Kidd                                                         | 100 m gyors            | 49,97    | 6.       | 23.      | kiesett  | kiesett  | kiesett  | kiesett  | kiesett  |
| Simon Burnett                                                        | 200 m gyors            | 1:48,68  | 4.       | 6.       | 1:47,72  | 3.       | 6.       | 1:48,02  | 7.       |
| Adam Faulkner                                                        | 400 m gyors            | 3:51,97  | 7.       | 17.      |          |          |          | kiesett  | kiesett  |
| Graeme Smith                                                         | 400 m gyors            | 3:52,41  | 8.       | 20.      |          |          |          | kiesett  | kiesett  |
| Graeme Smith                                                         | 1500 m gyors           | 15:07,45 | 3.       | 7.       |          |          |          | 15:09,71 | 6.       |
| David Davies                                                         | 1500 m gyors           | 14:57,03 | 1.       | 1.       |          |          |          | 14:45,95 |          |
| Gregor Tait                                                          | 100 m hát              | 55,77    | 5.       | 14.*     | 55,31    | 5.       | 12.      | kiesett  | kiesett  |
| Gregor Tait                                                          | 200 m hát              | 1:59,35  | 2.       | 5.       | 1:58,75  | 3.       | 5.       | 1:59,28  | 7.       |
| James Goddard                                                        | 200 m hát              | 1:57,96  | 1.       | 2.       | 1:57,25  | 1.       | 2.       | 1:57,76  | 4.       |
| James Gibson                                                         | 100 m mell             | 1:00,99  | 2.       | 5.       | 1:01,07  | 2.**     | 4.**     | 1:01,36  | 6.       |
| Darren Mew                                                           | 100 m mell             | 1:00,89  | 2.       | 4.       | 1:00,83  | 2.       | 3.       | 1:01,66  | 7.       |
| Chris Cook                                                           | 200 m mell             | 2:14,68  | 5.       | 16.      | 2:15,91  | 8.       | 15.      | kiesett  | kiesett  |
| Ian Edmond                                                           | 200 m mell             | 2:13,08  | 3.       | 7.       | kizárták | kizárták | kizárták | kiesett  | kiesett  |
| Todd Cooper                                                          | 100 m pillangó         | 53,48    | 5.       | 22.      | kiesett  | kiesett  | kiesett  | kiesett  | kiesett  |
| James Hickman                                                        | 100 m pillangó         | 52,91    | 6.       | 12.      | 53,10    | 7.       | 15.      | kiesett  | kiesett  |
| Steve Parry                                                          | 200 m pillangó         | 1:58,88  | 6.       | 16.      | 1:55,57  | 1.       | 1.       | 1:55,52  |          |
| Robin Francis                                                        | 200 m vegyes           | 2:01,57  | 5.       | 12.      | 2:03,85  | 8.       | 16.      | kiesett  | kiesett  |
| Robin Francis                                                        | 400 m vegyes           | 4:18,34  | 5.       | 12.      |          |          |          | kiesett  | kiesett  |
| Adrian Turner                                                        | 400 m vegyes           | 4:23,53  | 6.       | 23.      |          |          |          | kiesett  | kiesett  |
| Adrian Turner                                                        | 200 m vegyes           | 2:01,73  | 7.       | 13.      | 2:02,06  | 8.       | 15.      | kiesett  | kiesett  |
| Simon Burnett Ross Davenport Gavin Meadows David O'Brien David Carry | 4 × 200 m gyorsváltó   | 7:17,41  | 2.       | 4.       |          |          |          | 7:12,60  | 4.       |
| James Gibson James Hickman Matthew Kidd Gregor Tait                  | 4 × 100 m vegyes váltó | 3:36,94  | 3.       | 3.       |          |          |          | 3:37,77  | 8.       |

Női
| Versenyző                                                                          | Versenyszám            | Előfutam | Előfutam | Előfutam | Elődöntő | Elődöntő | Elődöntő | Döntő    | Döntő    |
| Versenyző                                                                          | Versenyszám            | Idő      | Hely.    | Össz.    | Idő      | Hely.    | Össz.    | Idő      | Helyezés |
| ---------------------------------------------------------------------------------- | ---------------------- | -------- | -------- | -------- | -------- | -------- | -------- | -------- | -------- |
| Alison Sheppard                                                                    | 50 m gyors             | 25,36    | 3.       | 8.       | 25,36    | 5.       | 12.      | kiesett  | kiesett  |
| Melanie Marshall                                                                   | 200 m gyors            | 2:00,46  | 3.       | 10.      | 2:01,06  | 8.       | 16.      | kiesett  | kiesett  |
| Joanne Jackson                                                                     | 400 m vegyes           | 4:14,89  | 6.       | 21.      |          |          |          | kiesett  | kiesett  |
| Rebecca Cooke                                                                      | 400 m vegyes           | 4:08,18  | 2.       | 5.       |          |          |          | 4:11,35  | 8.       |
| Rebecca Cooke                                                                      | 800 m gyors            | 8:28,47  | 1.       | 2.       |          |          |          | 8:29,37  | 6.       |
| Sarah Price                                                                        | 100 m hát              | 1:02,17  | 4.       | 13.*     | 1:02,48  | 8.       | 16.      | kiesett  | kiesett  |
| Katy Sexton                                                                        | 100 m hát              | 1:02,01  | 3.       | 12.      | 1:01,96  | 6.       | 13.      | kiesett  | kiesett  |
| Katy Sexton                                                                        | 200 m hát              | 2:13,25  | 3.       | 8.       | 2:12,62  | 4.       | 8.       | 2:12,11  | 7.       |
| Karen Lee                                                                          | 200 m hát              | 2:16,10  | 7.       | 20.      | kiesett  | kiesett  | kiesett  | kiesett  | kiesett  |
| Kirsty Balfour                                                                     | 200 m mell             | 2:29,78  | 4.       | 11.      | 2:28,92  | 5.       | 10.      | kiesett  | kiesett  |
| Georgina Lee                                                                       | 100 m pillangó         | 1:00,45  | 6.       | 20.      | kiesett  | kiesett  | kiesett  | kiesett  | kiesett  |
| Georgina Lee                                                                       | 200 m pillangó         | 2:10,99  | 2.       | 6.       | 2:10,93  | 5.       | 10.      | kiesett  | kiesett  |
| Lisa Chapman Kathryn Evans Melanie Marshall Karen Pickering Alison Sheppard        | 4 × 100 m gyorsváltó   | 3:41,96  | 2.       | 6.       |          |          |          | 3:40,82  | 6.       |
| Georgina Lee Melanie Marshall Caitlin McClatchey Karen Pickering Joanne Jackson    | 4 × 200 m gyorsváltó   | 8:01,77  | 1.       | 2.       |          |          |          | 7:59,11  | 5.       |
| Kirsty Balfour Kathryn Evans Georgina Lee Melanie Marshall Sarah Price Katy Sexton | 4 × 100 m vegyes váltó | 4:05,63  | 2.       | 4.       |          |          |          | kizárták | kizárták |

* - egy másik versenyzővel azonos időt ért el

** - két másik versenyzővel azonos időt ért el

## Vitorlázás
Férfi
| Versenyző                 | Versenyszám     | Futam | Futam    | Futam | Futam | Futam | Futam | Futam | Futam | Futam | Futam | Futam | Pontszám | Helyezés |
| Versenyző                 | Versenyszám     | 1     | 2        | 3     | 4     | 5     | 6     | 7     | 8     | 9     | 10    | 11    | Pontszám | Helyezés |
| ------------------------- | --------------- | ----- | -------- | ----- | ----- | ----- | ----- | ----- | ----- | ----- | ----- | ----- | -------- | -------- |
| Nick Dempsey              | Szörfvitorlázás | 2     | 11       | 15    | 10    | 2     | 9     | 1     | 10    | 1     | 6     | 1     | 53       |          |
| Ben Ainslie               | Finn dingi      | 9     | kizárták | 1     | 1     | 4     | 1     | 2     | 3     | 2     | 1     | 14    | 38       |          |
| Nick Rogers Joe Glanfield | 470-es osztály  | 2     | 3        | 9     | 4     | 17    | 5     | 2     | 3     | 10    | 19    | 23    | 74       |          |
| Iain Percy Steve Mitchell | Csillaghajó     | 8     | 3        | 12    | 9     | 6     | 3     | 16    | 5     | 7     | 17    | 4     | 73       | 6.       |

Női
| Versenyző                                | Versenyszám     | Futam | Futam | Futam | Futam | Futam | Futam | Futam | Futam    | Futam | Futam | Futam | Pontszám | Helyezés |
| Versenyző                                | Versenyszám     | 1     | 2     | 3     | 4     | 5     | 6     | 7     | 8        | 9     | 10    | 11    | Pontszám | Helyezés |
| ---------------------------------------- | --------------- | ----- | ----- | ----- | ----- | ----- | ----- | ----- | -------- | ----- | ----- | ----- | -------- | -------- |
| Natasha Sturges                          | Szörfvitorlázás | 16    | 10    | 3     | 9     | 9     | 14    | 12    | 11       | 15    | 11    | 9     | 103      | 9.       |
| Laura Baldwin                            | Europe          | 21    | 14    | 9     | 23    | 20    | 21    | 25    | 22       | 23    | 21    | 4     | 178      | 23.      |
| Christina Bassadone Katherine Hopson     | 470-es osztály  | 5     | 14    | 15    | 4     | 5     | 6     | 17    | kizárták | 2     | 16    | 7     | 91       | 7.       |
| Shirley Robertson Sarah Webb Sarah Ayton | Yngling         | 5     | 4     | 1     | 1     | 4     | 3     | 4     | 6        | 3     | 8     |       | 39       |          |

Nyílt
| Versenyző                    | Versenyszám        | Futam | Futam | Futam | Futam | Futam | Futam | Futam | Futam | Futam | Futam | Futam | Futam | Futam | Futam | Futam | Futam | Pontszám | Helyezés |
| Versenyző                    | Versenyszám        | 1     | 2     | 3     | 4     | 5     | 6     | 7     | 8     | 9     | 10    | 11    | 12    | 13    | 14    | 15    | 16    | Pontszám | Helyezés |
| ---------------------------- | ------------------ | ----- | ----- | ----- | ----- | ----- | ----- | ----- | ----- | ----- | ----- | ----- | ----- | ----- | ----- | ----- | ----- | -------- | -------- |
| Paul Goodison                | Laser              | 13    | 3     | 28    | 5     | 11    | 7     | 1     | 9     | 8     | 7     | 17    |       |       |       |       |       | 81       | 4.       |
| Chris Draper Simon Hiscocks  | Könnyű 49-es dingi | 8     | 5     | 6     | 3     | 10    | 8     | 1     | 13    | 11    | 8     | 2     | 4     | 1     | 9     | 6     | 6     | 77       |          |
| Leigh McMillan Mark Bulkeley | Tornádó            | 8     | 14    | 17    | 12    | 7     | 14    | 8     | 3     | 16    | 15    | 15    |       |       |       |       |       | 112      | 13.      |

## Vívás
Férfi
| Versenyző     | Versenyszám | Selejtező         | 32-es főtábla              | Nyolcaddöntő              | Negyeddöntő                 | Elődöntő          | Bronz- mérkőzés   | Döntő             | Helyezés |
| Versenyző     | Versenyszám | Ellenfél Eredmény | Ellenfél Eredmény          | Ellenfél Eredmény         | Ellenfél Eredmény           | Ellenfél Eredmény | Ellenfél Eredmény | Ellenfél Eredmény | Helyezés |
| ------------- | ----------- | ----------------- | -------------------------- | ------------------------- | --------------------------- | ----------------- | ----------------- | ----------------- | -------- |
| Richard Kruse | Tőr, egyéni |                   | Vang Haj-pin (CHN) · 15-11 | Dan Kellner (USA) · 15-14 | Andrea Cassarà (ITA) · 8-15 | kiesett           | kiesett           | kiesett           | 8.       |

Női
| Versenyző            | Versenyszám  | 32-es főtábla               | Nyolcaddöntő                    | Negyeddöntő       | Elődöntő          | Bronz- mérkőzés   | Döntő             | Helyezés |
| Versenyző            | Versenyszám  | Ellenfél Eredmény           | Ellenfél Eredmény               | Ellenfél Eredmény | Ellenfél Eredmény | Ellenfél Eredmény | Ellenfél Eredmény | Helyezés |
| -------------------- | ------------ | --------------------------- | ------------------------------- | ----------------- | ----------------- | ----------------- | ----------------- | -------- |
| Louise Bond-Williams | Kard, egyéni | Susanne König (GER) · 15-13 | Jelena Nyecsajeva (RUS) · 12-15 | kiesett           | kiesett           | kiesett           | kiesett           | 16.      |